# Alois Lexa von Aehrenthal

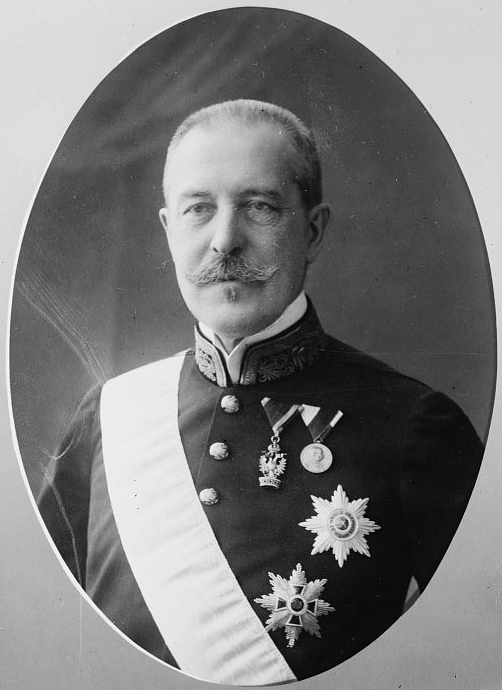
Alois Lexa Graf von Ährenthal in 1911

Graaf Alois Lexa von Aehrenthal (Groß Skal, 27 september 1854 - Wenen, 17 februari 1912), was een Oostenrijks-Hongaars politicus.

## Biografie

### Achtergrond, opleiding en vroege carrière
Baron Alois Lexa von Aehrenthal werd op 27 september 1854 in Groß Skal in de Bohemen geboren. Zijn vader was Baron Johann Lexa von Aehrenthal en zijn moeder was vorstin Maria von Thun und Hohenstein. Zijn grootvader was Anton Lexa, een Joodse graanhandelaar die in 1828 door de toenmalige keizer Frans I in de adel werd verheven met de titel freiherr (baron) en het predicaat von Aehrenthal - "dal van aren" -, een verwijzing naar zijn beroep. De Lexa's behoorden tot de nieuwe adel, maar door te trouwen met dames uit de oude adel wisten zij zich op te werken.
Alois Lexa von Aehrenthal studeerde in Bonn en Praag en trad in 1877 in de diplomatieke dienst van het keizerrijk Oostenrijk-Hongarije. Hij was aanvankelijk attaché in Parijs onder de Oostenrijks-Hongaarse ambassadeur graaf Beust, maar al in 1878 werd hij overgeplaatst naar de ambassade in Sint-Petersburg waar hij vijf jaar werkte. Hij werkte nadien op het ministerie van Buitenlandse Zaken in Wenen, maar keerde in 1888 naar Rusland terug als legatieraad. In 1895 werd hij Oostenrijks-Hongaars ambassadeur in Boekarest (Roemenië). In 1899 volgde zijn benoeming tot ambassadeur in Sint-Petersburg (Rusland). In die functie kreeg hij tot taak de relaties tussen Oostenrijk-Hongarije en tsaristisch Rusland te verbeteren. De pro-Russische Lexa had een belangrijk aandeel in de totstandkoming van het zogenaamde "Miirzsteg Verdrag" van 1903 die de Russen toestond hun invloed in de Balkan uit te breiden.

### Minister van Buitenlandse Zaken
In oktober 1906 werd Lexa de opvolger van minister van Buitenlandse Zaken graaf Agenor Maria Gołuchowski.

#### Bosnische crisis
Het leek er op dat Lexa von Aehrenthal zijn pro-Russische politiek verder zou voortzetten. In 1908 had hij een geheime ontmoeting met zijn Russische collega Alexander Izvolski op kasteel Buchlau in Moldavië waar Lexa von Aehrenthal Izvolski beloofde niet te zullen ingrijpen als Rusland het Osmaanse Rijk zou dwingen de Dardanellen open te stellen in ruil voor de voorgenomen Oostenrijks-Hongaarse annexatie van Bosnië-Herzegovina, dat al sinds 1878 door de Dubbelmonarchie werd bestuurd maar formeel nog Osmaans was.
Drie weken na de geheime afspraak bezette Oostenrijk-Hongarije Bosnië-Herzegovina zonder de Russen hiervan op de hoogte te stellen en de geheime afspraken tussen de Dubbelmonarchie en Rusland lekten uit, dit tot woede van de Russen. De Engelsen en de Fransen, de bondgenoten van Rusland waren verbijsterd over het Russische optreden en weigerden hen in hun plannen rond de openstelling van de Dardanellen te steunen. De Oostenrijkers waren de grote winnaars en de Russen - en dan met name de Panslavisten in Sint-Petersburg - de grote verliezers. De Bosnische crisis voedde de Russische en Slavische haat tegen het Oostenrijks-Hongaarse Rijk en de "geheime diplomatie" van die dagen droeg dan ook bij aan het uitbreken van de Eerste Wereldoorlog.
De Bosniëcrisis leidde uiteraard tot een breuk tussen Oostenrijk-Hongarije en Rusland en bond de Dubbelmonarchie nauwer aan Duitsland. Het was dan ook niet verwonderlijk dat Lexa de Duitsers steunden tijdens de Tweede Marokkaanse Crisis (1912).
De verhouding tussen Lexa en de generale staf, en dan met name de machtige staf-chef, generaal baron Franz Conrad von Hötzendorf, was slecht. Lexa verzette zich tegen Conrads streven een preventieve oorlog te beginnen tegen Italië en Servië om hun aspiraties eens en voor altijd te onderdrukken.
In januari 1912 gaf Lexa von Aehrenthal te kennen dat hij om gezondheidsredenen wilde aftreden. Keizer Frans Jozef benoemde graaf Leopold Berchtold tot zijn opvolger. Op 12 februari 1912 nam de oude keizer afscheid van zijn minister en schonk hem het grootkruis van de Orde van de Heilige Stefanus. Diezelfde avond nog overleed Lexa von Aehrenthal aan de gevolgen van leukemie. Hij kreeg een staatsbegrafenis.
Alois Lexa von Aehrenthal leed aan een minderwaardigheidscomplex - en stond bekend als vrij arrogant. Anderzijds was hij zeer intelligent en werd gezien als een van de belangrijkste Europese staatslieden van zijn dagen.

## Familie
Graaf Alois Lexa von Aehrenthal was sinds 1902 getrouwd met gravin Pauline Széchényi (1871-1945), dochter van graaf Gyula Széchényi en gravin Karoline von Zichy-Ferraris. Het echtpaar kreeg drie kinderen:
1. Caroline Gräfin Lexa von Aehrenthal, geboren Sint-Petersburg 13 september 1904
2. Johann Graf Lexa von Aehrenthal, geboren Tsarskoje Selo (Rusland) 9 augustus 1905 - † Bruck an der Leitha 12 maart 1972
3. Elisabeth Gräfin Lexa von Aehrenthal, geboren Hietzing 9 augustus 1908 - † 8 februari 1971

## Adellijke titels
- Freiherr (baron) — 1854-1909
- Graf (graaf) — 1909-1912